# Federico Gaio
Federico Gaio (Faenza, 5 maart 1992) is een Italiaanse tennisspeler. Hij heeft nog geen ATP-toernooien in het enkelspel of dubbelspel.

## Palmares

### Palmares enkelspel
| Gewonnen challengers |                  |               |           |                    |                       |
| 1.                   | 17 juli 2016     | San Benedetto | Gravel    | Constant Lestienne | 6-2, 1-6, 6-3         |
| 2.                   | 31 juli 2016     | Biella        | Gravel    | Thomaz Bellucci    | 7-6(5), 6-2           |
| 3.                   | 11 augustus 2019 | Manerbio      | Gravel    | Paolo Lorenzi      | 6-3, 6-1              |
| 4.                   | 26 januari 2020  | Bangkok       | Hardcourt | Robin Haase        | 6-1, 4-6, 4-2, opgave |

### Palmares dubbelspel
| Nr.                              | Datum            | Toernooi           | Ondergrond | Partner            | Tegenstanders in finale            | Score             | Details |
| -------------------------------- | ---------------- | ------------------ | ---------- | ------------------ | ---------------------------------- | ----------------- | ------- |
| Verloren finales herendubbel     |                  |                    |            |                    |                                    |                   |         |
| 1.                               | 23 februari 2020 | ATP Rio de Janeiro | Gravel     | Salvatore Caruso   | Marcel Granollers Horacio Zeballos | 4-6, 7-5, [7-10]  | Details |
| Gewonnen challengers herendubbel |                  |                    |            |                    |                                    |                   |         |
| 1.                               | 17 juli 2016     | San Benedetto      | Gravel     | Stefano Napolitano | Facundo Argüello Sergio Galdós     | 6-3, 6-4          |         |
| 2.                               | 2 oktober 2016   | Rome               | Gravel     | Stefano Napolitano | Marin Draganja Tomislav Draganja   | 6-7(2), 6-2, 10-3 |         |
| 3.                               | 17 juni 2018     | Caltanissetta      | Gravel     | Andrea Pellegrino  | Blaž Rola Jiří Veselý              | 7-6(4), 7-6(5)    |         |

## Resultaten grote toernooien
| Legenda | Legenda                          |
| ------- | -------------------------------- |
| g.t.    | geen toernooi gehouden           |
| l.c.    | lagere categorie                 |
| –       | niet deelgenomen                 |
| G       | uitgeschakeld in de groepsfase   |
| 1R      | uitgeschakeld in de eerste ronde |
| 2R      | uitgeschakeld in de tweede ronde |
| 3R      | uitgeschakeld in de derde ronde  |
| 4R      | uitgeschakeld in de vierde ronde |
| KF      | uitgeschakeld in de kwartfinale  |
| HF      | uitgeschakeld in de halve finale |
| F       | de finale verloren               |
| W       | het toernooi gewonnen            |
| w-v     | winst/verlies-balans             |

### Enkelspel
| grandslamtoernooien  |      |      |      |    |
| Australian Open      | –    | –    | –    | –  |
| Roland Garros        | –    | –    | –    |    |
| Wimbledon            | –    | –    | g.t. |    |
| US Open              | 1R   | –    | 1R   |    |
| ATP Masters 1000     |      |      |      |    |
| Indian Wells         | –    | –    | g.t. |    |
| Miami                | –    | –    | g.t. | 1R |
| Monte Carlo          | –    | –    | g.t. |    |
| Madrid               | –    | –    | g.t. |    |
| Rome                 | –    | –    | –    |    |
| Montreal/Toronto     | –    | –    | g.t. |    |
| Cincinnati           | –    | –    | –    |    |
| Shanghai             | –    | –    | g.t. |    |
| Parijs               | –    | –    | –    |    |
| olympisch            |      |      |      |    |
| Olympische Spelen    | g.t. | g.t. | g.t. |    |
| statistieken         |      |      |      |    |
| totaal aantal titels | 0    | 0    | 0    | 0  |
| eindejaarsranking    | 210  | 152  | 137  |    |